# Combretum polystictum
Combretum polystictum là một loài thực vật có hoa trong họ Trâm bầu. Loài này được Hiern mô tả khoa học đầu tiên năm 1898.